# Cantone di Saint-Omer
Il Cantone di Saint-Omer è una divisione amministrativa dell'Arrondissement di Saint-Omer e dell'Arrondissement di Calais.
È stato costituito a seguito della riforma approvata con decreto del 24 febbraio 2014, che ha avuto attuazione dopo le elezioni dipartimentali del 2015.

## Composizione
Comprende i 17 comuni di:
- Bayenghem-lès-Éperlecques
- Clairmarais
- Éperlecques
- Houlle
- Mentque-Nortbécourt
- Moringhem
- Moulle
- Nordausques
- Nort-Leulinghem
- Saint-Martin-au-Laërt
- Saint-Omer
- Salperwick
- Serques
- Tatinghem
- Tilques
- Tournehem-sur-la-Hem
- Zouafques